# فرانسوا بوویه
فرانسوا بوویه (به فرانسوی: François Bouvier) کارگردان کانادایی اهل کبک است.
کارهای او شامل فیلم‌های ژاک و نوامبر، صبح بی وفا، درب ایمنی ضد سرقت لس گلدان، خاطرات زمستانی، آخرین پاسخ مامان و پل کبک، و .. است.